# Rosetta Boninsegna
Rosetta Boninsegna (San Giovanni in Fiore, 1924 – Rimini, 1972) è stata una pittrice italiana.

## Biografia
Rosetta Boninsegna nasce nel 1924 a San Giovanni in Fiore. Durante la Seconda guerra mondiale, insieme alla sua famiglia, dovette cambiare diverse città: Bergamo, Viserbella e Milano. Qui si unì in matrimonio con un uomo di Casalpusterlengo, ma purtroppo questa relazione durò pochi mesi. Tornò quindi a dedicarsi alla pittura. Tra le fonti di ispirazione certamente bisogna annoverare le opere di Modigliani. Nel 1957 partecipò, presso il Circolo della Stampa a Milano, alla 1ª Mostra dell'autoritratto organizzata dalla Galleria del Grattacielo di Milano, dove furono esposte opere di 325 autori.
Nel Marzo 1957 venne realizzata un’esposizione con una trentina di sue opere, presso il Circolo Filatelico Numismatico via Gambalunga 14 a Rimini. Nel giugno 1957 venne realizzata una mostra personale nelle sale del Corso in Corso Augusto 165. Nella mostra erano esposte 23 opere raffiguranti soggetti diversi: nature morte, marine, paesaggi, ritratti ed un autoritratto. Viene esposto anche il dipinto “Casa bianca” giudicata nell'articolo de Il Resto del Carlino, edizione locale del 23 giugno 1957, un'opera profonda.
Successivamente si dedicò anche allo studio della terracotta realizzando una Santa Caterina di ispirazione medievale. Opera realizzata mentre lavorava presso uno studio d'arte milanese. Il 18 Aprile del 1972 partecipa al concorso “VII Estempore di Pittura Sagra Madonna della Pera di Carpineta” nella sezione “Tema religioso i 15 ministeri del Sacro Rosario", aggiudicandosi il terzo posto. Alcune sue opere si possono trovare nella collezione del Museo della Città di Rimini e sono visionabili sul sito dell'Istituto per i beni artistici, culturali e naturali dell'Emilia Romagna . Morì tragicamente nel 1972.